# Imperatori illirici
Gli Imperatori illirici furono una serie di Imperatori che governarono l'Impero romano tra il 268 ed il 284. Questo nome deriva dalla regione di provenienza della maggior parte di coloro che vi appartenevano: l'Illirico. Sei/sette su nove furono, infatti, originari delle regioni balcaniche che si estendevano dal Danubio al mare Adriatico.
L'Illirico aveva la reputazione di essere una fucina eccellente di uomini d'arme, coraggiosi e ruvidi. In quest'area, lungo il cosiddetto limes danubiano si insediarono, infatti, gli eserciti più numerosi di Roma antica, a partire dall'età di Augusto. Nei secoli le armate romane contarono almeno 12 legioni ed oltre 120.000 armati nell'area. Questo spiega l'importanza dell'Illirico romano.

## Contesto storico
L'ascesa degli Imperatori-soldati discende dalle misure adottate dall'imperatore Gallieno (260-268), che aprì le porte delle cariche più importanti ai suoi comandanti militari, finora riservate all'ordine senatorio. Nonostante la breve durata di questo periodo (meno di un ventennio, dalla morte di Gallieno all'istituzione della tetrarchia di Diocleziano) risultò di fondamentale importanza per:
- aver messo fine al periodo dell'anarchia militare, cominciata dopo la morte di Alessandro Severo, che aveva moltiplicato il numero di imperatori e usurpatori;
- essendo questi imperatori Illirici soldati di professione, porre un freno alle invasioni barbariche del periodo lungo il fronte renano e danubiano. L'Imperatore assumeva così l'immagine, non soltanto di giudice ma anche di leader in guerra;
- con Aureliano riunificare l'Impero, diviso in tre parti con due secessioniste (Impero delle Gallie e regno di Palmira).

Il precursore degli Imperatori Illirici fu Decio (249-251), che nacque in un sobborgo di Sirmium in Pannonia inferiore. Fu militare di carriera, le sue origini furono celebrate nella monetazione del periodo con le scritte PANNONIAE o GENIVS EXERCITUS ILLVRICIANI.
Dopo Decio altri imperatori romani nacquero a Sirmium (per la verità Decio nacque a Budalia, non distante), come Claudio II (268-270), Quintillo (270), Aureliano (270-275), Marco Aurelio Probo (276-282), Massimiano (285-310), Costanzo II (337-361), Graziano (367-383) e Teodosio I (378-395).

## Storia
Con la morte di Gallieno, nel 268, venne eletto il primo degli Imperatori illirici. Si trattava di Claudio II detto il Gotico. Egli si impegnò nell'arginare le incursioni gotiche. Morì a Sirmio nel 270, al centro del fronte Illirico, a causa della peste che in quegli anni falciò l'Illiria. A lui succedette un altro militare di carriera di questa regione: Aureliano. Il suo obiettivo primario fu di riunificare l'Impero, prima riconquistando il regno di Palmira della regina Zenobia (tra il 271 e il 273), poi l'Impero delle Gallie, governato da Tetrico. L'impresa gli riuscì tanto da guadagnarsi il titolo di restitutor orbis. Inoltre, tra il 270 e il 275, procurò alla città di Roma una nuova cinta muraria, le Mura Aureliane, per difenderla dalle invasioni dei barbari.
Gli succedette Marco Claudio Tacito, originario di Interamna Nahars, che regnò per meno di un anno, dal 275 al 276, e per soli due mesi il fratello Marco Annio Floriano. A questi due interregni seguirono i regni di Imperatori illirici come Marco Aurelio Probo (dal 276 al 282), il quale riuscì a sconfiggere ripetutamente i barbari del Nord e Marco Aurelio Caro (dal 282 al 283), impegnato soprattutto in Oriente contro i Sasanidi. A quest'ultimo succedettero i figli, Numeriano (dal 283 al 284) e Carino (dal 283 al 285).
Il periodo si concluse con la proclamazione a imperatore di Diocleziano nel 284 e la riforma tetrarchica del 293, che permise la prosecuzione dell'impero romano d'Occidente per altri due secoli e di oltre un millennio dell'impero romano d'Oriente (o Impero bizantino).

### Claudio il Gotico e Quintillo (268-270)

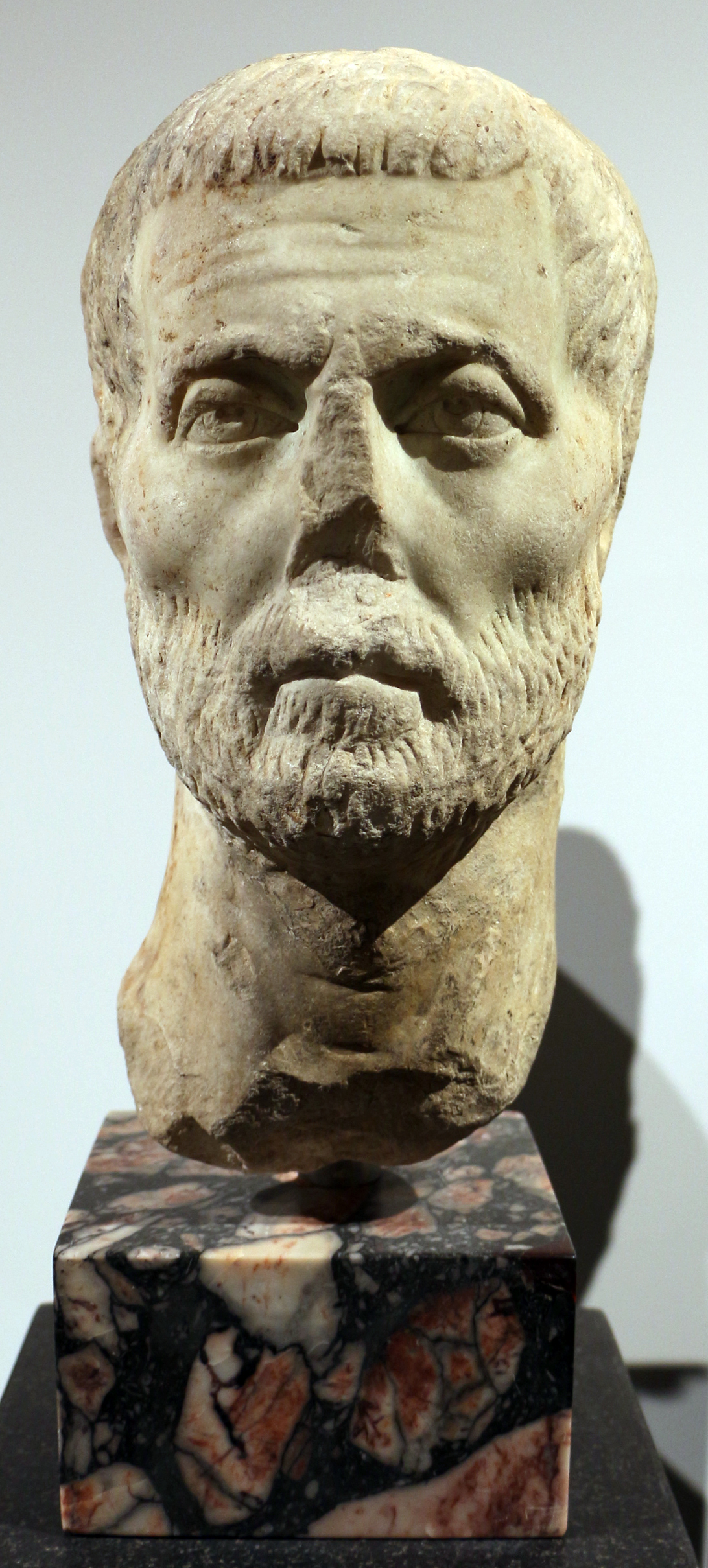
Ritratto di Claudio il Gotico dall'Antiquarium del Palatino a Roma.

Claudio il Gotico, il cui nome completo era Marco Aurelio Flavio Valerio Claudio (latino: Marcus Aurelius Flavius Valerius Claudius), regnò dal settembre/ottobre del 268 alla sua morte, comunque per un periodo di un solo anno e nove mesi, periodo troppo breve per poter porre in atto riforme in campo militare, finanziarie o sociali. Di stirpe illirica fu il primo di un gruppo di imperatori che nel III secolo cercarono di sistemare i gravi problemi dell'impero. Gli ottimi rapporti che ebbe con il senato di Roma, che trovarono il fondamento principale nella gratitudine della Curia romana per l'eliminazione di Gallieno, si manifestarono anche dopo la morte di Claudio con l'elezione ad Augusto del fratello Quintillo. Portò a termine la guerra con i Goti, meritandosi il titolo di Gothicus Maximus
| Titolatura imperiale  | Numero di volte   | Datazione evento |
| --------------------- | ----------------- | --- |
| Tribunicia potestas   | 3 anni:           | la prima nel 268, poi rinnovata ogni anno al 10 dicembre. |
| Consolato             | 3 volte:          | nel 268 (?), nel 269 e nel 270. |
| Titoli vittoriosi     |                   | Germanicus Maximus inizi del 269, Gothicus Maximus estate del 270 e Parthicus Maximus sempre nel 270.                                                                            |
| Salutatio imperatoria | almeno 4/5 volte: | la prima al momento della assunzione del potere imperiale, la seconda sembra entro la fine del 268, poi con l'assunzione dei titoli di Germanicus, Gothicus e Parthicus Maximus. |
| Altri titoli          |                   | Pontifex Maximus, Pater Patriae, Victor, Pius, Felix, Proconsul e Invictus nel 268.                                                                                              |

### Aureliano (270-275)

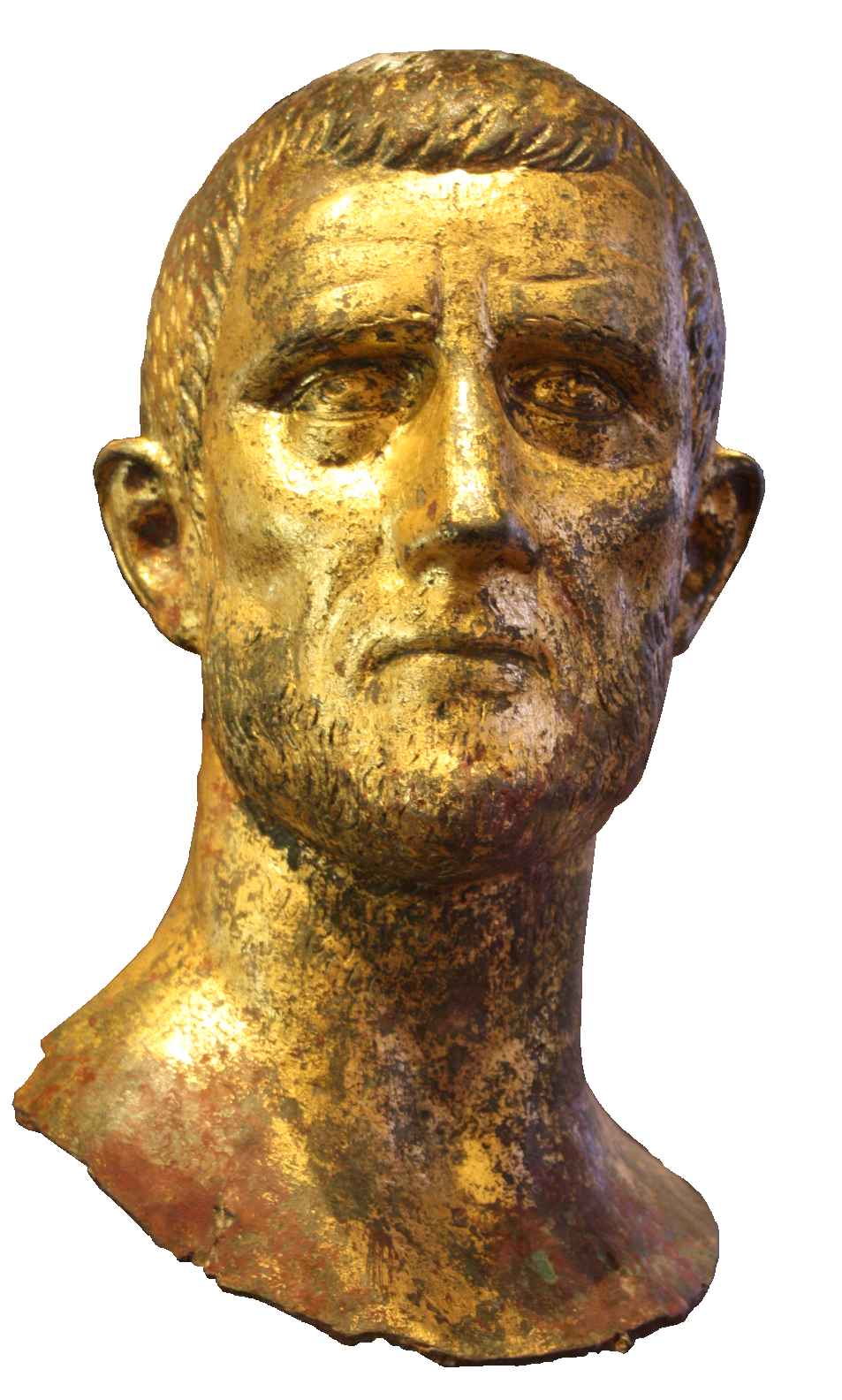
Possibile ritratto di Aureliano (o di Claudio il Gotico) in bronzo dorato dal Museo di Santa Giulia di Brescia.

Lucio Domizio Aureliano, originario di Sirmium, fu imperatore dal 270 alla sua morte, in seguito ad una congiura nel 275. Militare di carriera, fu elevato alla porpora dai soldati, e dai soldati fu ucciso dopo appena cinque anni di regno.
Malgrado la brevità del suo regno, riuscì a portare a termine dei compiti decisivi affinché l'Impero romano superasse la grave crisi del terzo secolo: frenò una serie di invasioni da parte dei barbari, in particolare quella degli Alemanni che si erano spinti fino a Fano; ricompose l'unità dell'Impero, che rischiava di frantumarsi in tre parti tra loro ostili, sottomettendo Zenobia di Palmira e Tetrico nelle Gallie.
Fece costruire una imponente cinta muraria attorno a Roma, che ne prese il suo nome; interruppe e invertì la tendenza alla svalutazione monetaria che stava danneggiando l'economia dell'impero, riformando l'intero sistema monetario imperiale.
| Titolatura imperiale  | Numero di volte  | Datazione evento |
| --------------------- | ---------------- | --- |
| Tribunicia potestas   | 6 volte:         | la prima nel 270, poi rinnovata ogni anno al 10 dicembre. |
| Consolato             | 3 volte:         | nel 271, 274 e 275. |
| Titoli vittoriosi     |                  | Sarmaticus maximus (nel 270?), Germanicus Maximus (nel 270-271), Gothicus Maximus (nel 271-272), Adiabenicus (nel 271-272?), Arabicus (nel 272), Palmyrenus Maximus (nel 272), Dacicus Maximus (nel 272), Parthicus Maximus (nel 272-273), Persicus Maximus (nel 272-273), Carpicus Maximus (nel 273), Restitutor orbis (nel 274), Britannicus Maximus (nel 270-275?). |
| Salutatio imperatoria | almeno 13 volte: | la prima al momento della assunzione del potere imperiale, dalla seconda in poi con l'assunzione dei vari titoli vittoriosi. |
| Altri titoli          |                  | Dominus, Pontifex Maximus, Pater Patriae, Victoriosus, Pius, Felix, Proconsul e Invictus (o Invictissimus) a partire dal 270. |

### Marco Aurelio Probo (276-282)

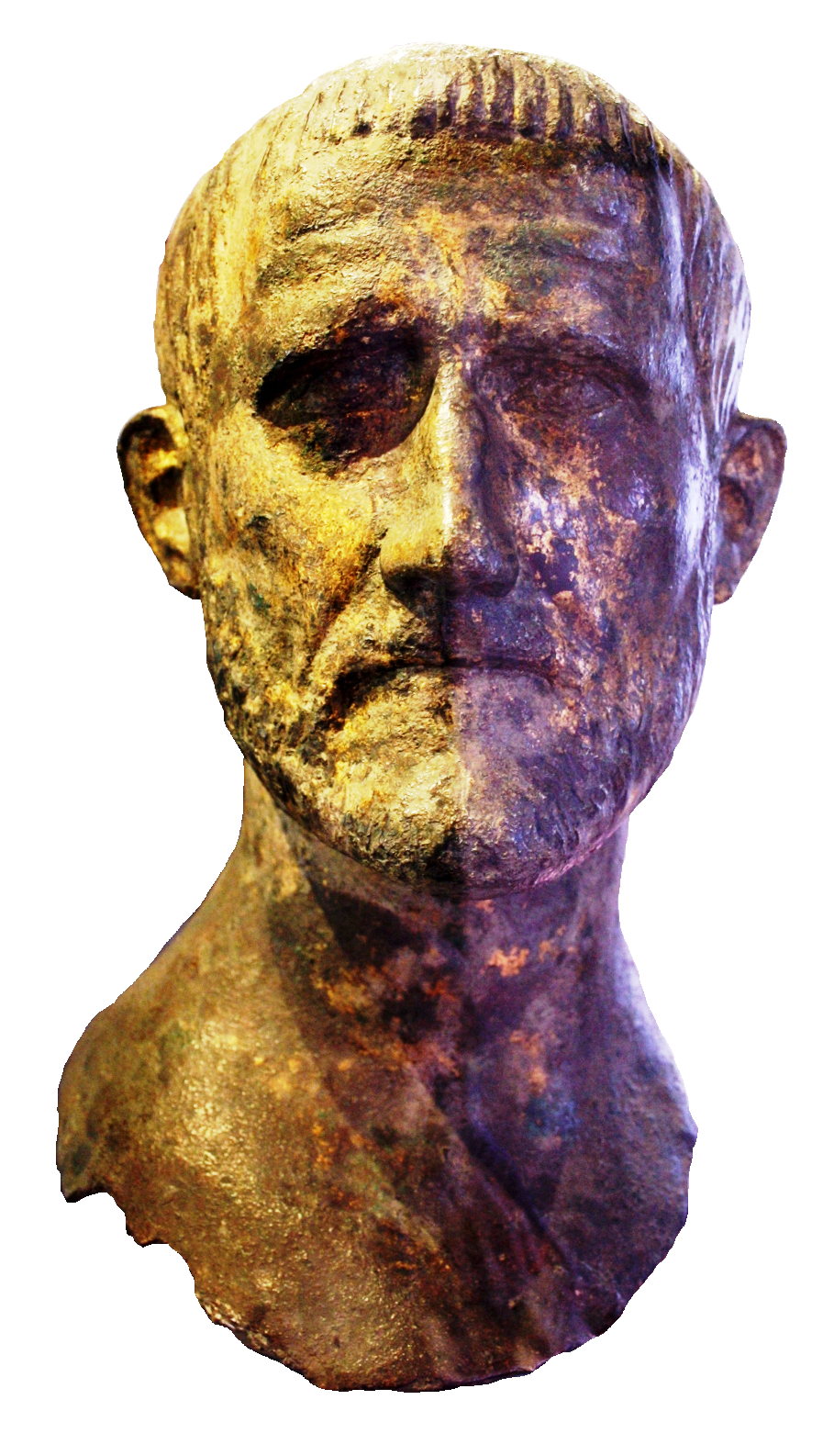
Ritratto di Marco Aurelio Probo in bronzo dorato, conservato presso il Museo di Santa Giulia a Brescia.

Egli cercò con tutte le sue forze di sanare la situazione di decadenza dei suoi tempi e difese l'impero dalle sempre più frequenti invasioni d'oltre confine. Regnò poco, come quasi tutti gli imperatori di questo periodo, dal 276 al 282.
Pur rimanendo un tipico esempio dell'assolutismo imperiale dell'epoca, cercò di mitigare i rapporti con il Senato, lasciando a quest'assemblea una qualche parvenza decisionale.